# Чардаш
Чардаш (мађ. Csárdás), је традиционална мађарска народна игра. Име је добио по месту где се највише и свирао, у Чарди (мађ. Csárda). Чардаш је настао у централној Мађарској и популаризован је од стране мађарских цигана по читавој тадашњој краљевини а и у околним земљама. Осим од стране Мађара, нарочито је био прихваћен од стране Банатских Бугара укључујући и оне који су живели у Бугарској.
Најранији извори о настанку чардаша, у данашњем облику, воде уназад у 18. век. Мађарски вербункоши (мађ. verbunkos) су користили чардаш приликом испраћаја младих људи у војску.
Чардаш је карактеризован у варијацији брзине (темпа): почиње полако (lassú), и завршава се веома брзо, фришко (friss). Такође постоје и друге варијације темпа, и то су ретки чардаш (ritka csárdás), густи чардаш (sűrű csárdás) и трчећи чардаш (szökős csárdás). Музика је 2/4 и 4/4.
Најпознатији је чардаш од Виторија Монтија, писан за виолину и клавир. Има пет варијација у темпу и виолина му даје виртуозност.
Играчи су мешано мушко - женски парови, где су девојке обучене у традиционалне црвене хаљине и црвене чизмице (Пирош чизма (мађ. piros csizma) а младићи обавезно са црним јахаћим чизмама и у народној ношњи.

## Композитори
Познатији композитори, који су између осталог компоновали чардаш, су:
- Франц Лист (мађ. Liszt Ferenc), мађарски композитор
- Јоханес Брамс, немачки композитор
- Јохан Штраус старији, аустријски композитор
- Пабло де Сарасате (шп. Pablo Martín Melitón de Sarasate y Navascués), шпански композитор
- Петар Иљич Чајковски (рус. Пётр Ильич Чайковский), руски композитор